# From the Choirgirl Hotel
From the Choirgirl Hotel är det fjärde studioalbumet av Tori Amos, utgivet i maj 1998 på Atlantic Records.
Som en avvikelse från hennes tidigare album var From the Choirgirl Hotel tyngre producerat och istället för Amos vanliga minimalistiska pianokaraktär ett mer radiovänligt projekt likt ett fullbordat rockband. Amos lät sig även influeras mer av elektronisk musik, närmare bestämt innehåller vissa låtar spår av dance. Albumet debuterade som femma på amerikanska Billboard 200-listan samt sexa på den brittiska albumlistan. På albumet återfinns singlarna "Spark", "Jackie's Strength", "Cruel" och "Raspberry Swirl".

## Produktion
Inspelningen av albumet ägde rum vid Tori Amos nystartade musikstudio Martian Engineering Studios i Cornwall i England och påbörjades i oktober 1997. Likt förra albumet sköttes produktionen av albumet av Amos helt på egen hand och hon tillät även den här gången flera av låtarna att bli remixade i efterhand. För ljudmixningen av albumet ansvarade Marcel van Limbeek, vilket gjordes efter de sista inspelningarna i januari året därpå.
Med dess rika influenser av elektronisk musik och en minskning av den minimalistiska och dramatiska pianodominerande karaktären skiljer sig albumet från Amos tidigare material. På albumet medverkar Pearl Jam-trummisen Matt Chamberlain, varför ljudet ligger närmare ett sådant från ett traditionellt rockband. Dock har man även gjort danceremixer av både "Raspberry Swirl" och "Jackie's Strength" som kom att bli clubhits.

## Mottagande
Trots Amos fortsatta riktning åt ett mer experimentellt sound var kritiken mot From the Choirgirl Hotel överlag steget positivare än hos dess föregångare. En av de positiva recensionerna var från Stephen Thomas Erlewine på Allmusic med fokus på skivans nya sound; "Överraskningen är att From the Choirgirl Hotel är betydligt öppnare än dess föregångare, Boys for Pele. Tori har öppnat upp sitt sound genom att arbeta live tillsammans med ett fullbordat band, vilket har gett en omedelbarhet till sitt sound som aldrig har hörts tidigare."
Likaså fick albumet även ungefär samma höga betyg i populära tidskrifter som Rolling Stone och Entertainment Weekly, där den sistnämnda menade att Amos med detta album hade upptäckt avvikande takter och texturer men också att låttexternas överskott var något svårare att försöka begripa sig på. Vid utgivningen av From the Choirgirl Hotel i maj 1998 debuterade det som femma på amerikanska Billboard 200-listan samt sexa på den brittiska albumlistan. Därutöver gjorde albumet även avtryck på flera av albumlistorna runtom i Europa, exempelvis topplaceringen 9 i Norge, 13 i Belgien, 24 i Nederländerna och 26 i Sverige.

## Låtlista
Alla låtar är skrivna och komponerade av Tori Amos. 
| Nr  | Titel                | Längd |
| --- | -------------------- | ----- |
| 1.  | Spark                | 4:13  |
| 2.  | Cruel                | 4:07  |
| 3.  | Black-Dove (January) | 4:38  |
| 4.  | Raspberry Swirl      | 3:58  |
| 5.  | Jackie's Strength    | 4:26  |
| 6.  | i i e e e            | 4:07  |
| 7.  | Liquid Diamonds      | 6:21  |
| 8.  | She's Your Cocaine   | 3:42  |
| 9.  | Northern Lad         | 4:19  |
| 10. | Hotel                | 5:19  |
| 11. | Playboy Mommy        | 4:08  |
| 12. | Pandora's Aquarium   | 4:45  |

| 13. | Purple People | 4:12 |

## Listplaceringar
| Listor (1998)                   | Högsta placering |
| ------------------------------- | ---------------- |
| Australiensiska albumlistan     | 8                |
| Belgiska albumlistan (Flandern) | 13               |
| Brittiska albumlistan           | 6                |
| Franska albumlistan             | 30               |
| Kanadensiska albumlistan        | 10               |
| Nederländska albumlistan        | 24               |
| Norska albumlistan              | 9                |
| Nyzeeländska albumlistan        | 26               |
| Schweiziska albumlistan         | 31               |
| Svenska albumlistan             | 26               |
| USA Billboard 200               | 5                |
| Österrikiska albumlistan        | 11               |

## Medverkande
- Tori Amos - sång, piano, keyboard, synthesizer, mellofon, producent
- Michael Nash Associates - illustrationer
- Jon Astley - mastering
- Stewart Boyle - gitarr ("Northern Lad")
- Steve Caton - gitarr, mandolin
- Matt Chamberlain - trummor, slagverk, marimba
- Andy Gray - programmering
- David Firman - dirigent ("Jackie's Strength")
- Mark Hawley - inspelning
- Martina Hoogland-Ivanov - fotografier (insidan)
- Katerina Jebb - fotografier (omslaget och insidan)
- Marcel van Limbeek - mixning
- Justin Meldal-Johnsen - bas
- Al Perkins - pedal steel guitar
- George Porter, Jr. - bas
- Willy Porter - gitarr ("Playboy Mommy")
- John Philip Shenale - stråkarrangemang ("Jackie's Strength")
- Sinfonia of London - orkester ("Jackie's Strength")
- Rob van Tuin - assisterande mixning och inspelning